# John Ausonius
John Wolfgang Alexander Ausonius (12 juli 1953), in de media bekend als Lasermannen (de laserman), is een Zweedse moordenaar en bankrover. Met het geroofde geld financierde hij naast zijn gokverslaving ook zijn terroristische, racistische campagne.
Ausonius schoot van augustus 1991 tot februari 1992 rond Stockholm en Uppsala elf mensen neer, allen immigranten. Een van hen overleed en de anderen raakten zwaargewond. Ausonius gebruikte aanvankelijk een geweer met laservizier (vandaar zijn bijnaam), maar stapte later over op een revolver.
Ausonius werd geboren als Wolfgang Zaugg en had zelf Zwitserse en Duitse wortels. Hij werd korte tijd verdacht van de moord op Olof Palme en raakte daardoor bekend als John Stannermann, een pseudoniem dat hij toen gebruikte. Op 12 juni 1992 werd hij kort na een bankoverval gearresteerd en later tot een levenslange gevangenisstraf veroordeeld. In 2018 werd hij in Duitsland nog eens tot levenslang veroordeeld voor de moord op een joodse vrouw in 1992.
In het boek De Laserman dat de Zweedse journalist Gellert Tamas over hem schreef, wordt een verband gelegd tussen de gewelddaden van Ausonius en de opkomst van extreemrechts in Zweden. Hij werd vereerd door Peter Mangs, een extreemrechtse terrorist en seriemoordenaar, die wordt beschouwd als een navolger van Ausonius. In de periode 2003-2010 beging Mangs een reeks misdaden in Malmö, waarbij hij zich eveneens richtte op mensen met een migratie-achtergrond. De Noorse terrorist en massamoordenaar Anders Behring Breivik noemde 'Lasermannen' als inspiratiebron, al kan hij daarmee ook Peter Mangs bedoeld hebben.
Ausonius voelde zich aangetrokken tot extreemrechtse groepen, maar besefte dat opsporingsdiensten hem daar zouden zoeken. Daarom sloot hij zich nergens bij aan en opereerde hij als lone wolf. Hoewel hij door neonazi's als inspiratiebron wordt genoemd, bleef hij ver van georganiseerd terrorisme en ideologische groepen. Wel zijn er opvallende overeenkomsten tussen Ausonius' werkwijze en die van de NSU (Nationalsozialistischer Untergrund): mensen werden van dichtbij in het hoofd geschoten met een revolver, waarna de dader op een fiets vluchtte.